# 東京女子体育大学
東京女子体育大学（とうきょうじょしたいいくだいがく、英語: Tokyo Women's College of Physical Education）は、東京都国立市富士見台4-30-1に本部を置く日本の私立大学。1902年創立、1962年大学設置。大学の略称は東女体（とうじょたい）、TWCPE。
併設校に東京女子体育短期大学がある。
新体操部は1986年から2009年まで全日本新体操選手権大会を25連覇する記録を作り、かつては新体操の一大潮流であった。

## 沿革
- 学校法人藤村学園（学園の基礎を築いたのは、藤村トヨ）により、東京都国立市内に設置されている日本の私立大学。1902年創立の東京女子体操学校を源流として、1962年設置された。

- 1902年（明治35年）5月 - 私立東京女子体操学校を設立。
- 1944年（昭和19年）4月 - 専門学校令に基づき東京女子体育専門学校（修業年限3年）に昇格 。
- 1951年（昭和26年） 3月 - 学校法人藤村学園を設立。
- 1962年（昭和37年） 4月 - 東京女子体育大学が開学。
- 2012年（平成24年）11月 - 創立110周年を迎えた。

## 学部
- 体育学部
  - 体育学科

## 学内奨学金
給付型
- 藤村学園育英奨学金
- 海外遠征補助金

授与型
- スポーツ奨学金
  - スポーツ奨学金A
  - スポーツ奨学金B
  - スポーツ奨学金C
- スポーツ特別奨学金

## 附属機関
- 女子体育研究所

## 対外関係
国内・学術交流等協定校
- 2013年に国立市と包括連携協定を東京女子体育短期大学と共に締結。
- 2015年に立川市と包括連携協定を東京女子体育短期大学と共に締結。

国際・学術交流等協定校
- ノーザン・コロラド大学（英語版）[1]（アメリカ・コロラド州・グリーリー）

## 交通
- JR南武線西国立駅または矢川駅下車徒歩8分
- JR中央線国立駅より立川バス立川駅南口（ふれあい相互病院）行き「富士見台四丁目」下車徒歩3分またはタクシー（1000円程度）

## 系列校
- 東京女子体育短期大学
- 藤村女子中学校・高等学校（女子校）